# Sevici
Sevici este un program de biciclete al comunității din Sevilla inaugurat în aprilie 2007, după modelul serviciului Vélo'v⁠(d) din Lyon și Vélib' din Paris. Scopul său este de a acoperi rutele zilnice mici și medii din interiorul orașului într-un mod prietenos climatic, lipsit de poluare (în special emisia de particule fine⁠(d)), zgomot pe carosabil⁠(d), congestionarea traficului⁠(d) și utilizarea de vehicule nepoluante⁠(d).

## Operațiune
Ayuntamiento de Sevilla (Administrația Municipală) și JCDecaux gestionează și întrețin sistemul. Sunt disponibile două tipuri de abonament: un abonament săptămânal, care poate fi achiziționat de la fiecare dintre chioșcurile stației cu cardul de credit, având costul de 13,33 euro, dar și un permis anual, care necesită trimiterea unei cereri către administrația municipală la un cost de 33,33 euro. Până la sfârșitul anului 2008 vor fi disponibile peste 250 de stații și 2500 de biciclete. Stațiile sunt situate în întregul oraș, la o distanță de aproximativ 200 de metri între fiecare, multe fiind situate lângă stații de transport public pentru a permite utilizarea diferitelor moduri de transport . Bicicletele pot fi împrumutate și returnate la orice stație din sistem, făcându-le potrivite pentru călătorii într-un singur sens. Fiecare stație are între 10 și 40 de locuri de parcare pentru a repara și bloca bicicleta.
Pentru a împrumuta o bicicletă cu un permis anual, se prezintă cardul RFID la un chioșc de stație pentru a fi identificat personal de către sistem, care apoi deblochează o bicicletă din cadrul suport. Cu un permis săptămânal, un bilet este tipărit cu un număr de identificare, care poate fi introdus la chioșcurile stației, pentru a identifica contul de utilizator. Bicicletele pot fi folosite gratuit în primele 30 de minute, iar următoarele 30 de minute sunt plătite cu 1,03 euro. Orele sunt plătite cu 2,04 euro. Tarifele suferă reducere pentru permisul anual. Pentru a returna o bicicletă, pur și simplu puneți bicicleta într-un slot de rezervă la o stație, bicicleta este recunoscută automat și este blocată pe loc.

## Abonament
Abonamentul anual care costă 33,33 euro necesită o adresă la care este trimis permisul, în timp ce alternativa săptămânală (13,33 euro) poate fi obținută direct la orice stație prin prezentarea unui card de credit. În ambele cazuri este autorizată un depozit de 150 de euro pentru a descuraja furtul. (Dacă se folosește un card de debit, cei 150 de euro vor fi preluați imediat și returnați la sfârșitul perioadei de închiriere. )
Atunci când se achiziționează un abonament săptămânal, utilizatorului i se oferă un bilet cu cod de membru care poate fi folosit în stații, ca și un card RFID, făcând serviciul disponibil imediat pentru turiști.